# Aylin Pereyra
Pour les articles homonymes, voir Nieves (homonymie) et Pereyra.
Aylin Pereyra est une joueuse argentine de volley-ball née le 2 juillet 1988 à Aguijares  (Tucumán). Elle mesure 1,80 m et joue au poste de réceptionneuse-attaquante. Elle totalise 20 sélections en équipe d'Argentine.

## Clubs
| Club                       | De        | À         |
| -------------------------- | --------- | --------- |
| Club Atlético Boca Juniors | 2004-2005 | 2010-2011 |
| Hainaut Volley             | 2011-2012 | 2011-2012 |
| SCM Craiova                | 2012-2013 | 2012-2013 |
| CS Ştiinţa Bacău           | oct 2013  | déc 2013  |
| Estudiantes de la Plata    | 2014-2015 | 2015-2016 |
| San Lorenzo de Almagro     | 2016-2017 | 2019-2020 |
| Club Voleibol Aguere       | 2020-2021 | …         |

## Palmarès
- Championnat d'Argentine
  - Vainqueur : 2011.
  - Finaliste : 2018, 2019.
- Coupe d'Argentine
  - Vainqueur : 2011.